# براد ديكستر
براد ديكستر هو لاعب هوكي جليد كندي، ولد في 29 مارس 1972 في بروكفيل في كندا.

## وصلات خارجية
- براد ديكستر على موقع دوري الهوكي الوطني (الإنجليزية)
- براد ديكستر على موقع EliteProspects.com (الإنجليزية)
- براد ديكستر على موقع HockeyDB.com (الإنجليزية)